# Cierva Autogiro Company
La Cierva Autogiro Company est une société de construction aéronautique britannique fondée en 1926 pour le développement de l'autogire.
La société a été mise en place pour favoriser les études de Juan de la Cierva, un ingénieur et pilote espagnol, avec le soutien financier de James George Weir, un industriel écossais et aviateur.

## Histoire
Le premier autogire de construction britannique de la société Cierva a été le C.8. Quelques autres modèles ont été construits en collaboration avec A.V.Roe & Co, Ltd.
Pendant la période de l'avant-guerre, le Cierva C.30 a eu un certain succès. Près de 150 ont été construits sous licence au Royaume-Uni (Avro 671 Rota), en Allemagne (Focke-Wulf Fw 30) et en France (Lioré et Olivier).
En 1936, Juan de la Cierva est tué dans l'accident d'un avion de ligne KLM lorsque l'avion, un Douglas DC-2 dans lequel il était passager, s'est écrasé après avoir décollé dans le brouillard. 
De 1936 à 1939 James Allan Bennett Jamieson a été directeur technique de la société. Le Dr Bennett a mené à terme avec l'intention de la société Cierva d'offrir à la Royal Navy un girodyne, en faisant valoir qu'un Cierva serait plus simple, plus fiable et plus efficace que l'hélicoptère proposé. La conception de Bennett, le C.41, a été présentée au ministère de l'Air (Spécification S.22 / 38) mais le travail préliminaire a été abandonné avec le déclenchement de la Seconde Guerre mondiale. Bennett a rejoint Fairey Aviation en 1945, où il a dirigé le développement du Fairey FB-1 Gyrodyne.
En 1943, le département aérien de la société G & J Weir Ltd. a été reconstitué comme Cierva Autogiro Company pour développer des conceptions d'hélicoptères pour le ministère de l'Air (Air Ministry). 
En sortie de l'après-guerre, le Cierva Air Horse était à l'époque (1948) le plus grand hélicoptère mondial. Le premier prototype de l'Air Horse s'est écrasé tuant Alan Marsh, directeur de Cierva et chef pilote d'essai  ainsi que John "Jeep" Cable, membre du ministère des Approvisionnements et chef pilote d'essai d'hélicoptère, et JK Unsworth l'ingénieur de vol. Cela a conduit Weir de cesser d'investir davantage dans la société et ses contrats de développement ont été transférés à Saunders-Roe.

## Modèles
- Cierva C.1
- Cierva C.2
- Cierva C.3
- Cierva C.4
- Cierva C.5
- Cierva C.6

### Construction anglaise
- Cierva C.8
- Cierva C.9
- Cierva C.10
- Cierva C.12 (Premier vol en 1929) - premier autogyre avec flotteurs
- Cierva C.14
- Cierva C.17
- Cierva C.19
- Cierva C.21
- Cierva C.24
- Cierva C.25
- Cierva C.29
- Cierva C.30
- Cierva C.33
- Cierva C.38
- Cierva C.40
- Cierva W.5 (Premier vol en 1938) - Hélicoptère biplace à 2 rotors avec structure bois et moteur refroidi par air Weir de 50 ch.
- Cierva W.6 (Premier vol en 1939) - Hélicoptère à 2 rotors avec moteur de Havilland Gipsy de 200 ch, structure tubulaire en métal
- Cierva W.9 (Premier vol en 1945) - Hélicoptère expérimental du E.16/43, avec de l'air soufflé utilisé pour le contrôle et la direction du couple, un exemplaire construit
- Cierva W.11 Air Horse (Premier vol en 1948) -Développement de l'hélicoptère lourd de transport avec design du W.6, 2 exemplaires construits
- Cierva CR Twin
- Cierva W.14 Skeeter (Premier vol en 1948) - à partir de 1951, devient le Saunders-Roe Skeeter